# Termotaxis
La termotaxis es un comportamiento en el que un organismo dirige su locomoción hacia arriba o hacia abajo de un gradiente de temperatura.
Las investigaciones de laboratorio han determinado que algunos mohos del limo y pequeños nematodos (en concreto Meloidogyne incognita) pueden migrar a lo largo de gradientes de temperatura sorprendentemente poco profundos, de menos de 0.1C/cm y a veces tan bajos como 0.001C/cm. El análisis teórico indica que incluso esta impresionante hazaña está lejos de superar los límites establecidos por el ruido térmico. El entorno natural siempre contiene gradientes de temperatura a los que los organismos podrían responder, si fuera útil. La respuesta del moho del limo y del nematodo es complicada y se cree que les permite desplazarse hacia un nivel apropiado en el suelo. Investigaciones recientes sugieren que los espermatozoides de los mamíferos emplean la termotaxis para desplazarse hacia un lugar apropiado en el oviducto de la hembra.